# Rebug
Rebug is een bestuurslaag in het regentschap Purworejo van de provincie Midden-Java, Indonesië. Rebug telt 1222 inwoners (volkstelling 2010).